# 키르케

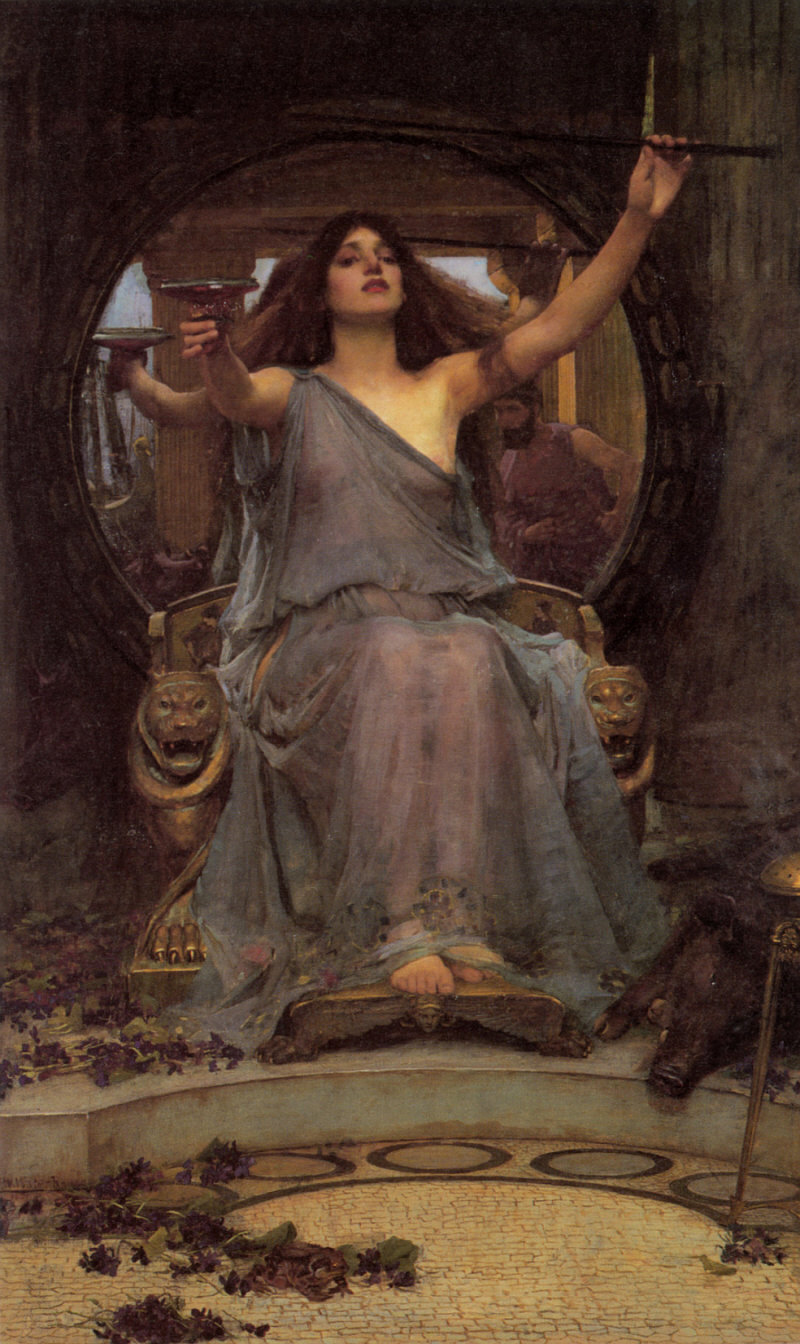
《오디세우스에게 잔을 바치는 키르케》, 존 윌리엄 워터하우스, 1891년

키르케(그리스어: Κίρκη)는 그리스 신화에 등장하는 마녀(enchantress)이다. 이름의 뜻은 '독수리'였다.
태양신 헬리오스와 대양의 신 오케아노스의 딸 페르세이스 사이에서 태어났으며, 헬리아데스(Heliades)의 일원이다. 태양마차를 몰았던 파에톤ㆍ엘리스 왕 아우게이아스와는 이복 남매 지간이고, 콜키스 왕 아이에테스ㆍ타우리스 왕 페르세스ㆍ크레타의 왕비 파시파에와는 친자매지간이다. 따라서 콜키스의 왕녀이자 마녀인 메데이아나, 파시파에의 딸로 테세우스의 첫 부인인 아리아드네 등에게는 고모가 된다.
질녀인 메데이아(Medea)가 동생 압시르토스를 죽인 죄를 용서받고자 그녀를 찾아왔을 때 그녀는 올림포스 신들에게 바치는 제단을 차려 죄를 사하여 주었으나 그들이 벌인 일의 진위를 알고 나서는 크게 화를 냈다고 한다. 또, 바다의 신 글라우코스로부터 짝사랑하던 님프 '스킬라'의 마음을 얻게 해주는 묘약을 만들어 달라는 부탁을 받았는데 그녀가 오히려 글라우코스를 사랑하게 되어버렸고, 키르케는 질투심에 휩싸여 아름다웠던 스킬라를 머리 여섯달린 뱀으로 만들었다 (호메로스의 《오디세이아》에서 오디세우스의 항로를 방해한 괴물로 다시 등장한다).
각종 마술이나 저주 등에 능한 것으로 알려져, 전설의 섬 아이아이에(Aiaie)에서 살며 그 능력으로 섬을 찾는 이들을 마력(魔力)을 사용해 늑대나 사자, 돼지 등의 짐승으로 만들어 버렸다고 한다.
트로이 전쟁이 끝나고 고향 이타케로 돌아가던 오디세우스가 마침 아이아이에에 들렀다가 부하들이 모두 동물이 되어버렸다. 오디세우스는 헤르메스의 도움을 받아 마법에 영향을 받지 않을 수 있었으며, 키르케를 제압해 부하들을 모두 원래대로 돌아오게 했다. 그러하는 과정에서 키르케는 오디세우스를 사랑하게 되었고, 그와 일행들을 1년여간 섬에 붙잡아 두었다. 결국, 오디세우스를 보낼 때가 오자 그가 고향으로 무사히 돌아갈 수 있는 방법을 일러주었다고 한다. 오디세우스와의 사이에 텔레고노스 등의 자식을 두었다.

## 같이 보기
- 그리스 마법 파피루스
- 헤시오도스
- 호메로스
- 로도스의 아폴로니오스
- 비블리오테케
- 베르길리우스
- 오비디우스
- 가이우스 율리우스 히기누스
- 디오도로스 시켈로스
- 플루타르코스
- 니카이아의 파르테니오스
- 스트라본